# Synalpheus sanctithomae
Synalpheus sanctithomae är en kräftdjursart som beskrevs av H. Coutière 1909. Synalpheus sanctithomae ingår i släktet Synalpheus och familjen Alpheidae. Inga underarter finns listade i Catalogue of Life.